# Skáldatal

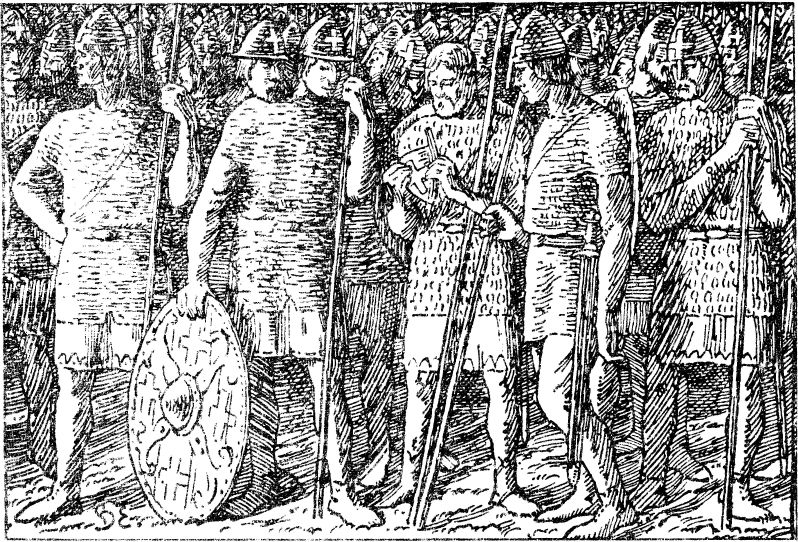
Halfdan Egedius: Ilustración para la saga de Olav el Santo. Snorri edición de 1899. "Ejército del rey Olav". nb: "Skaldene kveder para el ejército del rey Olav". nn: "Skaldane pidió el ejército al rey Olav".

Skáldatal (o El catálogo de los poetas) es una obra anónima corta de prosa en nórdico antiguo. Se conserva en dos manuscritos: DG 11, o Codex Upsaliensis, que es uno de los cuatro manuscritos de la edda prosaica (primera década del siglo XIV), y AM 761 a 4.º (sobre 1700), que también contiene otros poemas escáldicos. La obra relaciona a poetas de la corte, los escaldos bajo amparo de los caudillos escandinavos desde tiempos legendarios hasta finales del siglo XIII con algunas notas sobre algunos de ellos.
El trabajo generalmente coincide con lo que ya se sabía sobre poetas de la corte en otras fuentes contemporáneas y, en algunos casos, hay constancia de más poetas que se listaron de cierto caudillo que aparece en Skáldatal aunque en otros casos, los poetas que aparecen son desconocidos.